# Typ 96 15-cm-Haubitze
Die Typ 96 15-cm-Haubitze (japanisch 九六式十五糎榴弾砲 Kyūroku-shiki jūgo-senchi ryūdanhō) war eine japanische schwere Feldhaubitze, die von 1936 (Kōki 2596, daher die Typbezeichnung) bis 1945 als Hauptwaffe der schweren Artillerie des Kaiserlich Japanischen Heeres eingesetzt wurde.

## Allgemeines

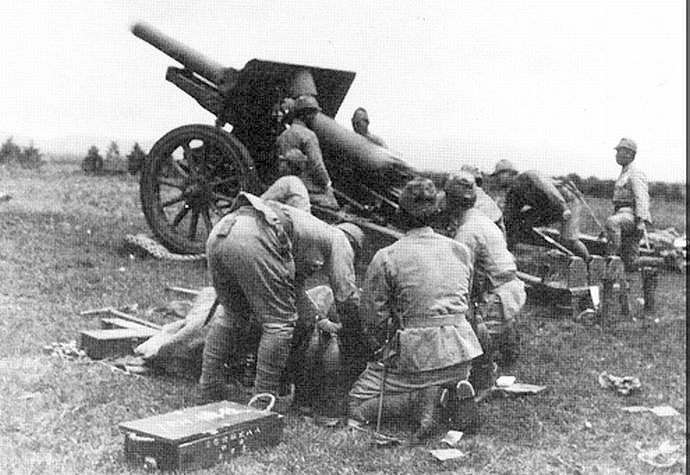
Eine Typ 96 Haubitze beim Feuern

Im Gegensatz zu älteren japanischen Geschützen war der Typ 96 für den Transport per Kraftzug ausgelegt. Die Stahlspeichenräder waren mit Vollgummi bereift. An den beiden Spreizholmen waren Vorrichtungen zum Kfz-Transport. Diese Spreizholme gaben dem Geschütz ausreichend Stabilität. Zwei Erdspaten fingen den Rückstoß ab.
| Herstellungszahlen der Typ 96 15-cm-Haubitze |      |      |      |      |      |      |      |      |      |           |
| Jahr                                         | 1936 | 1937 | 1938 | 1939 | 1940 | 1941 | 1942 | 1943 | 1944 | Insgesamt |
| Stückzahl                                    | 06   | 024  | 029  | 040  | 105  | 135  | 133  | 098  | 034  | 604       |

## Technische Daten
- Kaliber: 149,1 mm
- Rohrlänge: 3,52 m
- Gewicht: 4.140 kg
- Höhenrichtbereich: −5° bis +65°
- Seitenrichtbereich: 30°
- Mündungsgeschwindigkeit V0: 540 m/s
- Höchstschussweite: 11.900 m